# Deutschtum

Bandeira da Alemanha.

Deutschtum é um termo alemão que equivale a "germanidade". Em inglês, pode ser descrito como "Dutchdom" ou "Deutschdom". Pode se referir ao caráter e espírito alemão, o pertencimento e anseio ao povo alemão ou a totalidade de grupos étnicos alemães residentes em países estrangeiros.
Um conceito anti-ocidental romantizado de Deutschtum tem sido um componente importante do nacionalismo alemão, quando as concepções de Volk (povo) e Gemeinschaft (comunidade) foram levados a seus extremos durante o Terceiro Reich.
Desde o fim da Segunda Guerra Mundial, o conceito de Deutschtum e patriotismo alemão em geral foram reprimidos pelos governos ocidentais modernos e pela mídia para desencorajar qualquer possibilidade de ressurreição do Terceiro Reich.